# Wiełotriek Kryłatskoje
Wiełotriek Kryłatskoje (ros. Велотрек Крылатское) – kryty tor kolarski w Moskwie (w rejonie Kryłatskoje), stolicy Rosji. Został otwarty 28 grudnia 1979 roku. Może pomieścić 6000 widzów. Długość drewnianego toru kolarskiego wynosi 333,33 m. W 1980 roku rozegrano na nim konkurencje kolarstwa torowego w ramach Letnich Igrzysk Olimpijskich 1980.
Welodrom w rejonie Kryłatskoje, w zachodniej części Moskwy, wybudowano w związku z organizacją Letnich Igrzysk Olimpijskich 1980. Obiekt powstał w pobliżu kanału wioślarskiego i został otwarty 28 grudnia 1979 roku. Był to pierwszy kryty tor kolarski na terenie Związku Radzieckiego. Tor wyposażono w nawierzchnię z drewna modrzewia syberyjskiego. Otrzymał on długość 333,33 m, na prostych miał szerokość 9 m i nachylenie 11°, a na łukach szerokość 32 m i nachylenie 42°. Po obu stronach toru (wzdłuż prostych) umieszczono dwukondygnacyjne trybuny, mogące łącznie pomieścić 6000 widzów (po 3000 z każdej strony). Kluczowym elementem konstrukcji dachu są dwa stalowe łuki przebiegające nad torem, wzdłuż całego obiektu, osadzone na betonowych fundamentach i pozbawione dodatkowych podpór. Kolejne dwa łuki przebiegają nad zewnętrznymi krawędziami trybun. Eliptyczny kształt łuków determinuje dynamiczny kształt dachu, który nadaje całej konstrukcji wyrazistą, oryginalną formę. Tor wyposażono m.in. w klimatyzację i oświetlenie o natężeniu 1500 luksów. W lipcu 1980 roku na obiekcie rozegrano konkurencje kolarstwa torowego w ramach letnich igrzysk olimpijskich. Na torze rozgrywano również m.in. zawody z cyklu Pucharu Świata. Tor uchodzi za szybki; padło na nim ponad 200 rekordów świata i Europy w kolarstwie torowym. Obiekt jest także przystosowany do organizacji innych zawodów sportowych, m.in. w futsalu, piłce ręcznej, lekkoatletycznych czy w tenisa, jak również różnych imprez pozasportowych.